# Tour de França de 2000
El 87é Tour de França es va disputar de l'1 al 23 de juliol de 2000 sobre un recorregut de 20 etapes més el pròleg inicial, i amb un total de 3662 km que el vencedor va cobrir a una velocitat mitjana de 39,569 km/h. La carrera va començar en Futuroscope i va acabar en París, en el clàssic final dels Camps Elisis.